# Astragalus gaeobotrys
Astragalus gaeobotrys es una especie de planta del género Astragalus, de la familia de las leguminosas, orden Fabales.

## Distribución
Astragalus gaeobotrys se distribuye por Turquía.

## Taxonomía
Fue descrita científicamente por Boiss. & Bal. Fue publicada en Diagn. Pl. Orient., ser. 2, 6: 52 (1859).